# Murina cyclotis
Murina cyclotis es una especie de murciélago de la familia Vespertilionidae.

## Distribución geográfica
Se encuentra en la India Nepal, China Birmania, Tailandia, Laos, Vietnam Camboya Sri Lanka Indonesia y Brunéi.